# Siberia (Fernsehserie)
Siberia ist eine US-amerikanische Mockumentary über eine fiktive Reality-Show. In dieser Show müssen 16 Teilnehmer in der Tunguska überleben. Die Serie wurde vom 1. Juli bis zum 26. September 2013 auf NBC ausgestrahlt.

## Handlung
16 Kandidaten aus aller Welt Nehmen an einer Reality-Show teil, bei der man viel Geld gewinnen kann. Schauplatz der Reality-Show ist ein sibirischer Wald in der Tunguska. Diese ist besonders durch das über 100 Jahre zurückliegende Tunguska-Ereignis bekannt. Allerdings wissen die Teilnehmer der Show nichts über dieses mysteriöse Ereignis. Ein Teilnehmer der Show verletzt sich während einer Aufgabe. Als keiner zur Hilfe kommt, erkennen die Teilnehmer, dass die seltsamen Geschehnisse nicht Teil der Show sind und ihr Leben in Gefahr ist. Als Folge dessen vergessen die Teilnehmer den Konkurrenzkampf und die Show und versuchen nur noch, zu überleben.

## Besetzung
| Schauspieler        | Rollenname | Beruf            | Herkunft                                       |
| ------------------- | ---------- | ---------------- | ---------------------------------------------- |
| Joyce Giraud        | Joyce      | Schauspielerin   | Bogotá, Kolumbien                              |
| Johnny Wactor       | Johnny     | Bullenreiter     | Jedburg, South Carolina                        |
| Esther Anderson     | Esther     | Model            | Melbourne, Australien                          |
| Miljan Milosevic    | Miljan     | DJ               | Podgorica, Montenegro                          |
| Daniel Sutton       | Daniel     | Programmierer    | Royalton, Minnesota, Vereinigte Staaten        |
| Neeko O. J. Skervin | Neeko      | Rugbyspieler     | London, Vereinigtes Königreich                 |
| Irene Szuchun Yee   | Irene      | Modedesignerin   | Taipei, Taiwan                                 |
| Sam Dobbins         | Sam        | Türsteher        | Brooklyn, New York, Vereinigte Staaten         |
| Sabina Akhmedova    | Sabina     | Soldatin         | Haifa, Israel                                  |
| Anne-Marie Mueschke | Annie      | Grafikerin       | New Orleans, Los Angeles, Vereinigte Staaten   |
| Natalie Scheetz     | Natalie    | Tierarzthelferin | Santa Barbara, Kalifornien, Vereinigte Staaten |
| Victoria Hill       | Victoria   | Verkäuferin      | Winnipeg, Kanada                               |
| George Dickson      | George     | Buchhalter       | Louisville, Kentucky, Vereinigte Staaten       |
| Tommy Mountain      | Tommy      | Umweltaktivist   | Boston, Massachusetts, Vereinigte Staaten      |
| Berglind Icey       | Berglind   | Journalistin     | Reykjavík, Island                              |
| Harpeet Turka       | Harpeet    | Student          | Washington, D.C., Vereinigte Staaten           |
| Jonathon Buckley    | Jonathon   | Moderator        |                                                |

## Ausstrahlung und Produktion
Nachdem sich NBC sich die Serie im Juni 2013 auf dem internationalen Markt gesichert hatte, begann der Sender am 1. Juli 2013 mit der Ausstrahlung. Die erste Folge verfolgten 3,07 Millionen Zuschauer, was zu einem Zielgruppen-Rating von 1,1 führte. In der folgenden Woche sanken die Einschaltquoten jedoch ab. Das Staffelfinale wurde am 16. September 2013 gesendet. Die Serie gilt als eingestellt.
Drehort der Serie war Manitoba in Kanada.

## Episodenliste
| Nr. | Deutscher Titel | Originaltitel            | Erstausstrahlung USA | Deutschsprachige Erstausstrahlung (—) | Regie                                          | Drehbuch                      | Zuschauer (USA) |
| --- | --------------- | ------------------------ | -------------------- | ------------------------------------- | ---------------------------------------------- | ----------------------------- | --------------- |
| 1   | —               | Pilot                    | 1. Juli 2013         | —                                     | Matthew Arnold                                 | Matthew Arnold                | 3,07 Mio.       |
| 2   | —               | A Question of Reality    | 8. Juli 2013         | —                                     | Matthew Arnold                                 | Travis Rooks                  | 2,60 Mio.       |
| 3   | —               | Lyin’ and Tiger and Bare | 15. Juli 2013        | —                                     | Matthew Arnold                                 | Odin Shafer & Andrew Adair    | 2,36 Mio.       |
| 4   | —               | Fire in the Sky          | 29. Juli 2013        | —                                     | Matthew Arnold                                 | Dorian Hess                   | 1,93 Mio.       |
| 5   | —               | What She Said            | 5. Aug. 2013         | —                                     | Matthew Arnold                                 | David Paster                  | 1,80 Mio.       |
| 6   | —               | Out of the Frying Pan    | 12. Aug. 2013        | —                                     | Matthew Arnold                                 | Matthew Arnold & Odin Shafer  | 1,76 Mio.       |
| 7   | —               | First Snow               | 19. Aug. 2013        | —                                     | Slava N. Jakovleff & Herbert James Winterstern | Matthew Arnold & Shaun Hudson | 1,83 Mio.       |
| 8   | —               | A Gathering Fog          | 26. Aug. 2013        | —                                     | Slava N. Jakovleff & Herbert James Winterstern | Brian Rost                    | 1,73 Mio.       |
| 9   | —               | One by One               | 2. Sep. 2013         | —                                     | Slava N. Jakovleff & Herbert James Winterstern | Matthew Arnold & Brian Rost   | 1,73 Mio.       |
| 10  | —               | Strange Bedfellows       | 9. Sep. 2013         | —                                     | Slava N. Jakovleff & Herbert James Winterstern | Shaun Hudson & Andrew Adair   | 1,81 Mio.       |
| 11  | —               | … Into the Oven          | 16. Sep. 2013        | —                                     | Herbert James Winterstern & Matthew Arnold     | Travis Rooks & Matthew Arnold | 1,75 Mio.       |

## Rezeption
Axel Schmitt von Serienjunkies.de schrieb: „Dem geneigten Serienzuschauer wird es nicht schwerfallen, das Kommende vorauszusehen. In der Gruppe wird sich eine lebhafte Diskussion darüber entwickeln, wie weiterhin zu verfahren sei. Die Geldgeilen und Machthungrigen werden für einen Verbleib im Lager stimmen, die etwas zarter Besaiteten für einen Abbruch. Am Horizont zeichnet sich also wenig Überraschendes ab.“ Zur Produktion der Serie sagt er, dass „Diese Serie […] in voller Gewissheit darüber produziert [wurde], niemals ein Premiumentertainmentprodukt werden zu können. Vielmehr ist sie eine kostengünstige Alternative für NBC, um auch im Sommer original content zeigen und nicht auf dauernde Wiederholungen zurückgreifen zu müssen.“ Im Bezug auf die Charakter behauptet er, dass sie zwar „phantasielos [und] auch modelliert sein mögen“, sich jedoch „ein liebenswertes Merkmal […] bei (fast) allen finden [lässt] - sogar bei Johnny“. Des Weiteren sagt er, dass wenn „der Zuschauer also mit niedrigen Erwartungen an das Sommerprojekt Siberia heran[geht], so wird er kaum enttäuscht werden. Anders als die Ereignisse in Tunguska wird die Serie jedoch nur eine unterhaltungshistorische Randnotiz bleiben.“
Die Website TV.com listete Siberia auf Platz 100 ihrer Top-100-Liste des Fernsehjahres 2013.
Die Serie erhielt bei Metacritic ein Metascore von 63/100 basierend auf 5 Rezensionen.